# Rhipsalis cereuscula
Rhipsalis cereuscula  es una especie de planta en la familia Cactaceae. Es endémica de Bolivia, Brasil, Paraguay, Uruguay  y Argentina. Es una especie común que se ha extendido por todo el mundo.
Es una planta perenne carnosa, cilíndrica-colgante  y  con las flores de color blanco.

## Sinonimia
- Hatiora cereuscula
- Erythrorhipsalis cereuscula
- Hatiora saglionis
- Rhipsalis saglionis
- Rhipsalis brachiata
- Rhipsalis penduliflora
- Rhipsalis simmleri